# 綠頭美洲鱥
綠頭美洲鱥（學名：Notropis chiliticus），為輻鰭魚綱鯉形目雅羅魚科的其中一種，分布於北美洲美國南維吉尼亞州及北卡羅萊納州Catawba河流域，本魚呈長橢圓形且側扁，眼大、口近下位，體長可達7.2公分，棲息在水質清澈、岩石底質且流動的溪流，生活習性不明。